# Kababina covacevichae
Kababina covacevichae är en spindelart som beskrevs av Davies 1995. Kababina covacevichae ingår i släktet Kababina och familjen Amphinectidae.
Artens utbredningsområde är Queensland. Inga underarter finns listade i Catalogue of Life.